# Crazy Motherfucker
Crazy Motherfucker è il decimo album di Adam Bomb, uscito nel 2010 per l'Etichetta discografica Coalition Records.

## Tracce
1. Crazy Motherfucker  (Adam Bomb)
2. King Of The World  (Adam Bomb)
3. Angry Angry  (John Paul Jones)
4. Let There Be Rock  (Bon Scott, Angus Young, Malcolm Young)
5. Broken  (Bob Dylan)
6. Designs On You  (Michael Monroe)
7. Siete Lonchas  (Adam Bomb, Antonio Flores)
8. 9.11.2010  (Adam Bomb)
9. Zoll  (Adam Bomb)

## Formazione
- Adam Bomb - voce, chitarra
- Paul Del Bello - basso
- Folkert Beukers - batteria

### Altri musicisti
Thommy Price; Jeff Consi; Ted Wolf; Craig McGhee; Dennis Marcotte; Rick Keefer